# Mount Jackson, Antarktis
Mount Jackson är ett berg i Antarktis. Det ligger i Västantarktis. Argentina, Chile och Storbritannien gör anspråk på området. Toppen på Mount Jackson är 3 050 meter över havet.
Terrängen runt Mount Jackson är huvudsakligen kuperad, men åt sydost är den bergig. Mount Jackson är den högsta punkten i trakten. Trakten är obefolkad. Det finns inga samhällen i närheten.